# Sikyona
Sikyona (Grieks: Σικυώνα) is sedert 2011 een fusiegemeente (dimos) in de Griekse bestuurlijke regio (periferia) Peloponnesos.
De drie deelgemeenten (dimotiki enotita) van de fusiegemeente zijn:
- Feneos (Φενεός)
- Sikyona (Σικυώνα)
- Stymfalia (Στυμφαλία)